# Piliscus undulatus
Piliscus undulatus is een slakkensoort uit de familie van de Velutinidae. De wetenschappelijke naam van de soort is voor het eerst geldig gepubliceerd in 1990 door Golikov & Gulbin.